# Maton (guitare)
Pour les articles homonymes, voir Maton.

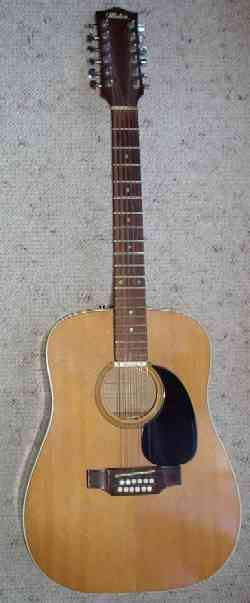
Guitare Maton 12 cordes (1973)

Maton est un fabricant de guitares australien.
Maton a été fondé en 1946 par Bill May et son frère Reg. Le nom Maton vient de la tonalité (Tone) spécifique des guitares fabriquées par Bill May, le « May Tonne ».
Les guitares Maton sont fabriquées de manière artisanale, à la main, dans l'unique usine Maton, située à Melbourne en Australie. 
Les essences de bois utilisées proviennent majoritairement d'Australie et les frères May vont eux-mêmes sélectionner les arbres dans la forêt australienne afin d'avoir la meilleure qualité de bois possible. Chaque arbre est identifié lors de la coupe et cet identifiant est reporté à chaque élément fabriqué à partir de cet arbre afin d'avoir une traçabilité de chacun des éléments composant une guitare et ainsi garantir une qualité maximale.
Parmi les utilisateurs connus de guitares Maton, on retrouve Tommy Emmanuel, John Butler, Joe Robinson, Jeff Martin ou encore Josh Homme du groupe Queens of the Stone Age